# Phoebolampta subaequale
Phoebolampta subaequale är en insektsart som först beskrevs av Walker, F. 1869.  Phoebolampta subaequale ingår i släktet Phoebolampta och familjen vårtbitare. Inga underarter finns listade i Catalogue of Life.